# Sioniusz (Radew)
Sioniusz, imię świeckie Stefan Stefanow Radew (ur. 18 listopada 1969 w Sofii) – bułgarski biskup prawosławny.

## Życiorys
Ukończył seminarium duchowne w Sofii (1990), a następnie studia na Wydziale Teologicznym Uniwersytetu św. Klemensa z Ochrydy w Sofii (1994). Następnie wyjechał na dwuletnie studia specjalizacyjne w Erlangen. W czasie studiów, 5 czerwca 1991, złożył wieczyste śluby mnisze w monasterze Świętych Cyryla i Metodego w Klisurze, przed metropolitą widyńskim Domecjanem. 22 czerwca tego samego roku został wyświęcony na hierodiakona, zaś następnego dnia – na hieromnicha. W 1992 został przełożonym monasteru w Klisurze i pozostawał nim do 1995.
W 1996 podjął pracę wykładowcy liturgiki w seminarium duchownym w Sofii, w tym samym roku został mianowany jego rektorem. W 1998 otrzymał godność archimandryty.
24 marca 2007 w soborze św. Aleksandra Newskiego w Sofii przyjął chirotonię biskupią z tytułem biskupa welickiego.